# Castello di Inveraray
Il castello di Inveraray (in inglese:  Inveraray Castle; in gaelico scozzese Caisteal Inbhir Aora, pronunciato [ˈkʰaʃtʲal iɲɪɾʲˈɯːɾə]) è una tenuta nei pressi di Inveraray, nella contea di Argyll, nella parte occidentale della Scozia, sulla riva del Loch Fyne, il più lungo dei laghi della Scozia. È la residenza del duca di Argyll, capo del clan Campbell, sin dal XVII secolo.

## Storia e descrizione

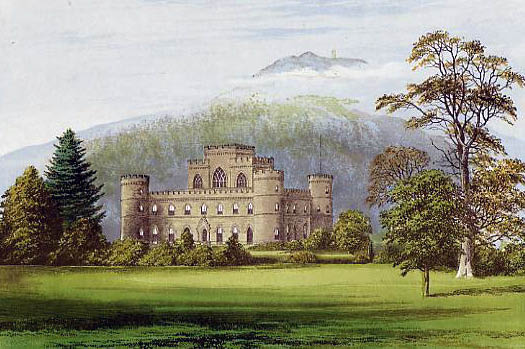
Dipinto di Inveraray Castle, 1880

La residenza è principalmente in stile neogotico della metà del XVIII secolo. I progettisti che vi lavorarono includono William Adam e Roger Morris.
Gli interni comprendono una serie di sale neoclassiche, create per il V duca di Argyll da Robert Mylne e oggi aperte al pubblico.
Il XIII duca di Argyll e la sua famiglia vivono in appartamenti privati occupando due piani tra due delle torri merlate circolari del castello. Recenti lavori di ristrutturazione includevano l'installazione del primo riscaldamento centrale della casa.
Nel 1975 un incendio devastante colpì Inveraray e per qualche tempo il XII duca e la sua famiglia vissero nel seminterrato del castello mentre i restauri richiesero una mobilitazione mondiale per la raccolta fondi.
Inveraray Castle è un edificio storico di categoria A. È circondato da un giardino di 16 acri e tenuta di quasi 25 ettari.

## Fantasmi
Secondo la leggenda, il castello di Inveraray sarebbe infestato dal fantasma di un arpista che, nel 1644, venne impiccato per aver spiato la padrona di casa, e che si manifesterebbe con il suono di un'arpa. Lo spettro sarebbe stato segnalato da parte di visitatori dell'edificio.